# Marek Wojdyło
Marek Wojdyło (ur. 1958 w Oświęcimiu) − polski pisarz. Studiował filologię polską oraz filozofię na Uniwersytecie Jagiellońskim. Debiutował w „Tygodniku Powszechnym” pod pseudonimem "Jeremiasz" w roku 1985. Poeta mieszka w Oświęcimiu gdzie pracuje jako nauczyciel w LO im. Stanisława Konarskiego. 
Laureat Nagrody Kościelskich (1994).

## Zbiory poezji
- Podeptana uroda świata (1985)
- Kraina lenistwa (1994)
- Ruskie Pierogi (2001)
- Duchy i dusze (2007)